# San Enrique (Iloílo)
San Enrique, oficialmente el Municipio de San Enrique (en hiligainón Banwa sang Enrique, en tagalo: Bayan ng San Enrique), es un municipio de tercera clase en la provincia de Iloílo, Filipinas . Según el censo de 2020, tiene una población de 36.911 personas.

## Geografía

### Ubicación geográfica
San Enrique está ubicado en la parte central de la provincia de Iloílo, a 54 kilómetros de la capital provincial, la ciudad de Iloílo . Está delimitado por los montes Bayoso, Cañapasan, Agcarope y Puti-an.
San Enrique tiene una superficie total de 11.728,04 hectáreas, que comprenden 28 barangays, según los datos de la Oficina de Gestión de Tierras. Limita al norte con la ciudad de Passi, al sur con la localidad de Dingle, al este con las localidades de Banate y Barotac Viejo, y al oeste con la localidad de Dueñas, separada por el río Jalaur. Está a 50 kilómetros de la ciudad de Iloílo vía Dingle y a 54 kilómetros vía Passi.

### Uso del suelo
De la superficie total de 8.772 hectáreas; 7.572 hectáreas se dedican a la agricultura; 33,34 hectáreas a la industria; 12 hectáreas a suelo comercial; 86 hectáreas a residencial; 25 hectáreas a institucional y 1.043,66 hectáreas comprenden bosque, ríos, ciénagas y pantanos.

### Topografía y Pendiente
Son seis las montañas que marcan la topografía de este municipio:
- Monte Cañapasan
- Monte Bayoso
- Monte Gepiz
- Monte Cararapan
- Monte Cabas-an
- Monte Puti-an

El monte Cañapasan es el más alto con una elevación vertical de 569 metros sobre el nivel del mar. La segunda montaña más alta es el Monte Bayoso con 405 metros sobre el nivel del mar.
San Enrique es generalmente plano, mientras que algunas partes son montañosas y ondulantes con la elevación más alta siendo 560 metros sobre el nivel del mar. La pendiente dominante del área oscila entre 8-18%, ocupando un área de aproximadamente 7.707,45 hectáreas (70,10%) mientras que 1.284,56 hectáreas (11%) tienen una pendiente de 0-8%. 

### Hidrología
También hay tres ríos principales que pasan por el municipio: el río Jalaur, el río Abaca y el río Asisig. El río Jalaur se considera uno de los ríos más grandes de Panay que desemboca directamente en el estrecho de Iloílo. Estos ríos son la principal fuente de agua para fines domésticos y de riego. También hay varios arroyos que atraviesan el municipio: Dumiles, Hinayan y Agutayan.
El monte Cabas-an es un importante recurso hídrico con la presencia de muchos manantiales en la zona. Talinab Spring ubicado en Barangay Lip-ac, en la parte inferior del Monte Cabas-an, suministra agua a Poblacion.

### Tipos de suelo
Hay ocho tipos de suelo presentes en el municipio y beneficiosos para la agricultura:
| Tipo de suelo                | área (ha. ) |
| ---------------------------- | ----------- |
| Alimodian - Complejo Barotac | 3,697       |
| Marga arcillosa alimodiense  | 5,918       |
| Marga arcillosa de Bantog    | 237         |
| Marga de Barotac             | 336         |
| Arcilla de Faraón            | 514         |
| Marga de Luciana             | 638         |
| Arcilla de Sta. Rita         | 3           |
| Arcilla de Umingan           | 384         |

### Drenaje
El sistema de drenaje existente en el municipio se basa en las elevaciones naturales y el diseño del terreno. Las carreteras también están provistas de canales para el drenaje. 

### Clima
| Parámetros climáticos promedio de San Enrique, Iloílo | Parámetros climáticos promedio de San Enrique, Iloílo | Parámetros climáticos promedio de San Enrique, Iloílo | Parámetros climáticos promedio de San Enrique, Iloílo | Parámetros climáticos promedio de San Enrique, Iloílo | Parámetros climáticos promedio de San Enrique, Iloílo | Parámetros climáticos promedio de San Enrique, Iloílo | Parámetros climáticos promedio de San Enrique, Iloílo | Parámetros climáticos promedio de San Enrique, Iloílo | Parámetros climáticos promedio de San Enrique, Iloílo | Parámetros climáticos promedio de San Enrique, Iloílo | Parámetros climáticos promedio de San Enrique, Iloílo | Parámetros climáticos promedio de San Enrique, Iloílo | Parámetros climáticos promedio de San Enrique, Iloílo |
| Mes                                                   | Ene.                                                  | Feb.                                                  | Mar.                                                  | Abr.                                                  | May.                                                  | Jun.                                                  | Jul.                                                  | Ago.                                                  | Sep.                                                  | Oct.                                                  | Nov.                                                  | Dic.                                                  | Anual                                                 |
| ----------------------------------------------------- | ----------------------------------------------------- | ----------------------------------------------------- | ----------------------------------------------------- | ----------------------------------------------------- | ----------------------------------------------------- | ----------------------------------------------------- | ----------------------------------------------------- | ----------------------------------------------------- | ----------------------------------------------------- | ----------------------------------------------------- | ----------------------------------------------------- | ----------------------------------------------------- | ----------------------------------------------------- |
| Temp. máx. media (°C)                                 | 28                                                    | 29                                                    | 30                                                    | 32                                                    | 32                                                    | 30                                                    | 29                                                    | 29                                                    | 29                                                    | 29                                                    | 29                                                    | 28                                                    | 29.5                                                  |
| Temp. mín. media (°C)                                 | 23                                                    | 22                                                    | 23                                                    | 23                                                    | 25                                                    | 25                                                    | 24                                                    | 24                                                    | 24                                                    | 24                                                    | 24                                                    | 23                                                    | 23.7                                                  |
| Fuente: Meteoblue                                     |                                                       |                                                       |                                                       |                                                       |                                                       |                                                       |                                                       |                                                       |                                                       |                                                       |                                                       |                                                       |                                                       |

### Barangays
El Municipio está compuesto por veintiocho barangays. Hay dos barangays urbanos, a saber, Poblacion Ilawod y Poblacion Ilaya; los veintiséis barangays restantes son barangays rurales. De los veintiocho barangays, el más grande en términos de superficie terrestre es Barangay San Antonio, que abarca 1.347,1972 hectáreas, y el más pequeño es Barangay Poblacion Ilawod, con 50,3144 hectáreas.

## Turismo
Festivales y fiestas
Cada 24 de mayo el municipio de San Enrique celebra su Fiesta Patronal Municipal y la segunda semana de agosto, el Festival del Maíz.
El segundo domingo de julio, el municipio de San Enrique celebra el Festival Kalamay, una celebración del cultivo de caña de azúcar y la producción de azúcar del municipio, así como del impacto de la industria azucarera en el pueblo durante casi 40 años.